# Attacco banzai
Attacco banzai o carica banzai (玉砕?, gyokusai o バンザイ突撃?, banzai totsugeki) era il nome dato durante la seconda guerra mondiale ad assalti frontali di massa condotti dalle forze di fanteria dell'esercito imperiale giapponese.
Questi attacchi avevano natura suicida, ed erano effettuati per evitare il disonore della resa e della prigionia in mano nemica, considerati dal codice d'onore vigente allora come la peggiore sorte possibile.
Il nome della carica deriva dal famoso grido di guerra giapponese Tennōheika Banzai (天皇陛下万歳, letteralmente "Lunga vita a sua Maestà l'Imperatore").

## Caratteristiche
Gli attacchi banzai non devono essere confusi con gli attacchi kamikaze, la cui filosofia era dettata da un preciso ragionamento strategico. Questi infatti erano freddamente concepiti come un estremo tentativo di massimizzare le possibilità di successo contro le forze alleate, solitamente superiori tecnicamente e numericamente. Gli attacchi banzai avevano - al contrario - uno scopo solitamente etico-morale, anche se in alcuni casi (per esempio durante la battaglia di Okinawa) si pensò anche di sfruttare l'impeto dell'attacco banzai per scopi tattici.
In effetti gli attacchi banzai derivano delle "onde umane" o attacchi in colonna aperta praticati dai giapponesi nella guerra russo-giapponese e nella seconda guerra sino-giapponese, ed in altri contesti, durante tutta la prima metà del '900, talvolta anche con notevole successo tattico, sebbene a costo di pesanti perdite. Si trattava di assalti alla baionetta in ordine non troppo serrato, ma non come assalti infiltranti a squadre, secondo la prassi divenuta norma durante la prima guerra mondiale e diffusa anche in Giappone. Questo modello, antiquato, di assalto riusciva ad ottenere risultati pratici buoni qualora il nemico fosse carente di mitragliatrici ed armi automatiche e privo di artiglieria campale (come sovente in Cina). Per questo motivo la carica alla baionetta, in stile 1914, rimase molto praticata nell'esercito giapponese tra le due guerre e si continuò ad insistere su questa tattica in sede d'addestramento, ritenendo che i reparti in ordine "quasi chiuso" riuscissero a dimostrare, anche a costo della morte di buona parte degli assalitori, la superiorità morale dei nipponici e la forza, anche psicologica, della baionetta.
Già durante la campagna di Guadalcanal e quella sul fronte birmano nel 1942 fu evidente che queste tattiche erano inadeguate verso eserciti ben provvisti di pistole mitragliatrici, fucili automatici, mitragliatrici leggere e pesanti, mortai e artiglieria reggimentale, ovvero di un'elevata potenza di fuoco che, quando si univa a reticolati anche molto semplici come in Birmania e in Nuova Guinea, fermava le cariche con esiti disastrosi. Rimase però la convinzione, soprattutto in ufficiali giapponesi nazionalisti e subalterni, della superiorità della baionetta rispetto alla potenza di fuoco e dell'opportunità di dimostrare al nemico la propria superiorità nel coraggio e nell'onore che una carica quasi in colonna, potenzialmente suicida nell'età delle mitragliatrici, rappresentava. Tanto da spingere a riproporre, non più come scelta tattica "reale", ma come azione volutamente semi-suicida, questo tipo di operazioni, soprattutto quando si riteneva la sconfitta molto probabile. Va anche sottolineato che queste operazioni "obbligavano" i soldati ad affrontare la morte praticando una sorta di coercizione psicologica in cui l'unico modo per salvarsi era tradire ed abbandonare i propri compagni, e quindi predisponevano la mentalità delle truppe al suicidio. Suicidio che era considerato appropriato davanti alla sconfitta dalla maggior parte degli ufficiali e sottufficiali professionisti giapponesi e il cui dovere era considerato culturalmente scontato da una parte, maggioritaria ma non totale, delle truppe.
Questo genere di attacchi, contro statunitensi e britannici, produceva risultati pratici scarsi o nulli, concludendosi nel massacro totale degli attaccanti a fronte di scarsissime perdite fra i difensori. Nondimeno l'effetto psicologico sugli Alleati fu estremamente grave: impressionati dalla furia di questi assalti, i comandi statunitensi si risolsero ad annullare l'operazione Olympic e ad usare la bomba atomica per piegare il Giappone senza ricorrere all'invasione. Altresì l'impressione fu enorme anche fra la truppa, nella quale si diffuse la sensazione di combattere contro un nemico cieco e selvaggio, col quale era impossibile trattare. Inoltre nei pochi casi in cui la carica riusciva ad avere effetto e a spezzare la linea nemica, anche se quasi sempre a costo di perdite doppie o triple per gli attaccanti, i reparti di difensori sopravvissuti erano provati da un forte shock e sconvolti dalla visione dei soldati giapponesi che avanzavano incuranti delle perdite, sovente anche dopo essere stati gravemente feriti, con conseguenti crolli psicologici e traumi, in maniera simile a quanto accadde durante la guerra di Corea, quando l'esercito cinese scagliò alcune cariche "a onde umane" (ispirate da quelle fatte dai giapponesi contro di loro negli anni '30) contro le linee statunitensi, riuscendo però talvolta a spezzarle (ad esempio il 25 novembre 1950, con l'inizio della controffensiva "a tridente") e provocando ondate di panico e ritirate precipitose.

## Attacchi banzai
Gli attacchi furono condotti da un numero molto variabile di uomini, a seconda delle circostanze. Di seguito un elenco di cariche particolarmente significative.
- Battaglia del Tenaru. Nella notte del 20-21 agosto 1942 circa 900 soldati giapponesi assaltarono il lato orientale della testa di ponte statunitense a Guadalcanal, primo vero scontro della lunga campagna. L'attacco banzai non riuscì però ad abbattere le difese dei marine e, il giorno successivo, il distaccamento nipponico subì un efficace contrattacco e venne quasi del tutto annientato.[3]
- Battaglia di Attu. Nella notte tra il 28 e il 29 maggio 1943 il comandante della guarnigione, che in origine contava 2 380 uomini, lanciò i circa 1 000 superstiti in un improvviso e deciso attacco banzai contro le posizioni del 17th Infantry Regiment della 17th Infantry Division, colta di sorpresa. Soltanto la mattina del 30 la situazione tornò sotto controllo, quando fu appurato che i giapponesi sull'isola erano tutti morti, eccettuati 28 prigionieri feriti. Gli statunitensi lamentarono 550 morti e oltre 1 100 feriti durante l'intera battaglia.[4]
- Battaglia di Saipan. Nella notte del 16-17 giugno 1944, due giorni dopo lo sbarco statunitense, il 136º Reggimento fanteria giapponese, appoggiato dal 9º Reggimento corazzato, lanciò un massiccio attacco banzai contro la 4th Marine Division; i combattimenti proseguirono fino all'alba, concludendosi con la morte di circa 1 000 soldati nipponici e la distruzione di 29 mezzi blindati.[5] Il 7 luglio, con l'isola in gran parte occupata dagli statunitensi, il tenente generale Yoshitsugu Saitō e il viceammiraglio Chūichi Nagumo ordinarono un ultimo attacco banzai ai superstiti, prima di suicidarsi. La massiccia carica prese in contropiede la 27th Infantry Division e numerosi gruppi nipponici penetrarono nelle retrovie, arrivando a scontrarsi con il 10th Marine Regiment collocato in riserva. I comandanti statunitensi si riorganizzarono e ricacciarono le truppe imperiali, che furono quasi tutte uccise sul posto. Gli Stati Uniti ebbero 668 morti e, si stima, circa 4 200 furono quelli giapponesi – in pratica tutto quel che rimaneva della guarnigione.[6]
- Battaglia di Guam. Nelle ultime ore del 25 luglio i 5 000 effettivi della 48ª Brigata giapponese diedero avvio a una serie di determinati attacchi banzai contro i reggimenti della 3rd Marine Division, dispiegando anche uomini imbottiti di esplosivo incaricati di distruggere i mezzi corazzati americani. Tutti gli assalti furono però respinti sanguinosamente, con circa 3 500 morti per i giapponesi.[7]
- Battaglia di Tinian. Lo stesso 25 luglio 1944, a Tinian, il colonnello Ogata allestì un grande attacco banzai per spazzare via i marine sbarcati nel nord dell'isola. Anche quest'offensiva, scandita in tre ondate e appoggiata da sei carri armati leggeri, fallì con dure perdite per i difensori (1 241 morti). Ogata continuò a lanciare puntate notturne contro gli statunitensi avanzanti e rimase ucciso il 31 luglio, data dopo la quale la resistenza si fece disorganizzata e sporadica.[8]
- Battaglia di Okinawa. Tra l'aprile e il giugno 1945 si verificò più d'una carica banzai, ma la più vasta fu quella scattata all'inizio di maggio e, peraltro, organizzata accuratamente in un momento in cui i giapponesi avevano ancora gran parte delle loro forze intatte. Questa vera e propria controffensiva mise in severa difficoltà le divisioni statunitensi schierate nel settore del castello di Shuri e, anche se in ultimo stroncata dalla superiore potenza di fuoco statunitense, contribuì ad allungare la campagna sull'isola.

Il tenente generale Tadamichi Kuribayashi, comandante giapponese nella battaglia di Iwo Jima, fu forse l'unico alto ufficiale nipponico a proibire esplicitamente le cariche banzai. I suoi ordini tassativi, al contrario, imponevano agli uomini di rimanere al sicuro nelle fortificazioni ed eliminare da lì quanti più avversari possibile, sfruttando inoltre l'elaborato sistema di gallerie per contrattacchi locali ben congegnati: Kuribayashi non intendeva sprecare soldati in futili assalti a testa bassa. Tuttavia, la notte tra l'8 e il 9 marzo 1945 il capitano di vascello Samaji Inoue radunò circa 1 000 uomini e li condusse personalmente nell'unico attacco banzai della battaglia: anche questa volta i giapponesi furono bersagliati da artiglieria e mitragliatrici e riuscirono solo a intaccare le linee del 23th Marine Regiment. Gli statunitensi ebbero 90 morti contro i circa 800 nipponici, compreso il capitano Inoue.